# Permjakië

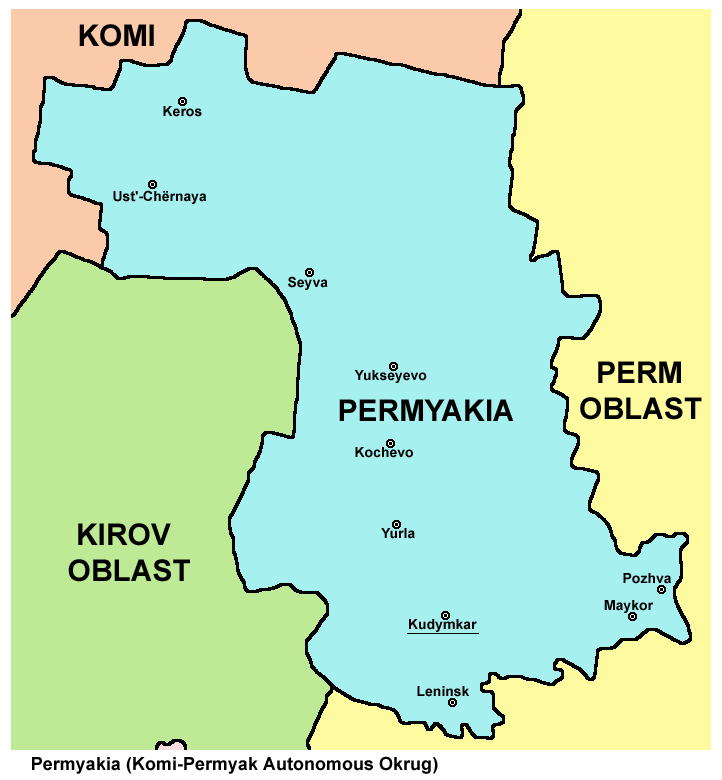

Permjakië (Russisch: Коми-Пермяцкий округ, Komi-Permjatski okroeg; Komi-Permjaaks: Перем ладорись Коми кытш, Perem ladorys Komi kytsj) is een district met speciale status in de Russische kraj Perm. Voorheen was Permjakië een autonoom district voor de Komi-Permjaken binnen de oblast Perm. In 2004 stemde de bevolking van Permjakië in een referendum voor samenvoeging met oblast Perm tot de nieuwe kraj Perm. De samenvoeging trad op 1 december 2005 in werking, maar Permjakië behield, ondanks het verlies van zijn autonomie, een speciale status.
Het autonome district werd opgericht op 26 februari 1925 en ligt aan de voet van de Oeral, in het hogere stroomgebied van de rivier de Kama. Permjakië heeft een oppervlakte van 32.770 km² en telde bij de volkstelling in 2002 136.076 inwoners. De hoofdstad van het district is Koedymkar.